# Trichilia gilletii
Trichilia gilletii är en tvåhjärtbladig växtart som beskrevs av Wildem.. Trichilia gilletii ingår i släktet Trichilia och familjen Meliaceae. Inga underarter finns listade i Catalogue of Life.